# Szőnyi Kató
Szőnyi Kató (Budapest, 1918. december 19. – Budapest, 1989. december 24.) Jászai Mari-díjas magyar színésznő, bábrendező, érdemes- és kiváló művész.

## Életpályája
Az Országos Színészképző Iskolában végzett. 1947-ben a Mesebarlang Bábszínház színésze lett, majd 1949-1955 között az Állami Bábszínház tagja volt. 1955-től a győri bábszínház vezetője és rendezője volt. 1958-tól haláláig az Állami Bábszínház tagja, majd 1965-től főrendezője volt.

## Fontosabb színházi rendezései
- Vörösmarty Mihály: Csongor és Tünde
- Shakespeare: Szentivánéji álom
- Bartók Béla: A fából faragott királyfi
- Sztravinszkij: Petruska
- Bartók Béla: A csodálatos mandarin
- Kodály Zoltán: Háry János
- Swift–Kardos G. György: Gulliver Liliputban
- Swift–Jékely Zoltán: Gulliver az Óriások földjén
- Csajkovszkij: Diótörő

## Filmes és televíziós szerepei
- Mi újság a Futrinka utcában? (1962-1964)

## Díjai és kitüntetései
- Jászai Mari-díj (1960)
- Érdemes Művész (1967)
- Kiváló Művész (1978)